# La Guingueta d'Àneu
La Guingueta d'Àneu és un municipi de la comarca del Pallars Sobirà, anomenat fins al 1989 Guingueta i Jou. És fruit de la unió de tres antics municipis: Escaló, Jou i Unarre. El resultat n'ha estat un terme municipal de força extensió: 108,42 km².
Ocupa el centre de la meitat nord de la comarca; i, en el seu extrem septentrional, arriba a tocar la comuna occitana de Coflens, al Cantó d'Ost. Dins de la Vall d'Àneu, n'ocupa el sector oriental i meridional.

## Etimologia
El municipi pren el nom del petit nucli, modernament esdevingut poble, de la Guingueta, format a partir d'un parell d'hostals de camí ral.

## Geografia
- Llista de topònims de la Guingueta d'Àneu (Orografia: muntanyes, serres, collades, indrets..; hidrografia: rius, fonts...; edificis: cases, masies, esglésies, etc).

El terme municipal de la Guingueta d'Àneu és el tercer dels municipis de la Vall d'Àneu. Està situat en plena vall de la Noguera Pallaresa, i en els seus vessants nord i sud, al sud-est d'Esterri d'Àneu i al nord-oest de Llavorsí. Al nord de la Noguera Pallaresa, inclou del tot la vall del Riu d'Unarre, mentre que cap a ponent inclou la vall del Riu de Jou. A migdia i a llevant, diverses valls directament afluents de la Noguera Pallaresa constitueixen aquest terme municipal.
Termes municipals limítrofs:
| Alt Àneu                        | Coflens (Cantó d'Ost, Occitània) | Lladorre       |
| Alt Àneu Esterri d'Àneu i Espot |                                  | Vall de Cardós |
|                                 | Rialb i Llavorsí                 |                |

### Descripció del terme municipal
Essent, com és, fruit de la unió de tres antics municipis, es pot trobar la descripció dels seus límits en el conjunt dels tres termes: Escaló, Jou i Unarre.

### Entitats de població
| Entitat de població | Habitants (2024) |
| Escaló              | 77               |
| la Guingueta d'Àneu | 56               |
| Escalarre           | 31               |
| Berrós Jussà        | 19               |
| Estaron             | 18               |
| Gavàs               | 17               |
| Jou                 | 16               |
| Unarre              | 15               |
| Cerbi               | 10               |
| Burgo               | 7                |
| Dorve               | 6                |
| Escart              | 6                |
| Llavorre            | 5                |
| Berrós Sobirà       | 0                |
| Font: Idescat       |                  |

## Història

### Edat contemporània

#### L'Ajuntament

##### Alcaldes
- Ignasi Bruna i Ruf (1979 - 1987)
- Genar Cervós i Pedescoll (1987 - 2003)
- Raquel Cases i Blasi (2003 - 2007)
- Josep Antoni Cervós i Costansa (2007 - 2019)
- Jordi Pallé Cases (2019 - actualitat)

##### Regidors
Des del 1979, la Guingueta d'Àneu ha tingut els regidors següents: Anna Maria Arias González, Domènec Badia Font, Jesús Blasi Ricart, Josep Maria Bringué Giralt, Jordi Bruna Garcia, Ignasi Bruna Ruf, Josep Maria Bruna Ruf, Josep Canut Bruna, Raquel Cases Blasi, Josep Lluís Cases Isús, Ramon Cases Vidal, Josep Castellarnau Badia, Josep Albert Castellarnau Masa, Albert Castellarnau Senpau, Josep Antoni Cervós Costansa, Genar Cervós Pedescoll, Francesc Comenge Vidal, Pere Antoni Duran Berne, Maria Montserrat Duran Oliveras, Bernat Fernández Luzón, Josep Fernández Luzón, Palmira Gabernet Picolo, Sergi Martínez Sànchez, David Marzo Rambach, Maria Àngels Moliné Escartín, Francesc Picolo Caujela, Josep Lluís Picolo Cebrià, Josep Maria Pubill Bosch, Julià Ros Pau, Josep Simorra Giró, Joan Soldevila Pich, Francesc Soler Barrera i Olga Soler Pujol.

##### Legislatura2011-2015
| Candidatura | Candidatura | Cap de llista                  | Vots | Regidors | % vots |
| ----------- | ----------- | ------------------------------ | ---- | -------- | ------ |
|             | CiU         | Josep Antoni Cervós i Costansa | 117  | 5        | 60,31  |
|             | PBA-E       | David Marzo i Rambach          | 66   | 2        | 34,02  |
| Total       | Total       | 199                            | 199  | 7        |        |

- Josep Antoni Cervós Costansa (CiU), Alcalde
- Josep Albert Castellarnau Masa (CiU), Regidor
- Jordi Bruna Garcia (CiU), Regidor
- Josep Lluís Cases Isús (CiU), Regidor
- Albert Castellarnau Senpau (CiU), Regidor
- David Marzo Rambach (PBA-E), Regidor
- Palmira Gabernet Picolo (PBA-E), Regidora

Fins al 1992, i des de temps indeterminat, la Guingueta d'Àneu disposà d'una entidad local menor, transformada en Entitat municipal descentralitzada, però suprimida poc després. Es tractava de la d'Escalarre.

## Demografia
| 1497 f | 1515 f | 1553 f | 1717  | 1787  | 1857  | 1877  | 1887  | 1900  | 1910  |
| ------ | ------ | ------ | ----- | ----- | ----- | ----- | ----- | ----- | ----- |
| 108    | 81     | 101    | 1.113 | 1.358 | 1.719 | 1.307 | 1.105 | 1.126 | 1.069 |

| 1920  | 1930  | 1940 | 1950 | 1960 | 1970 | 1981 | 1990 | 1992 | 1994 |
| ----- | ----- | ---- | ---- | ---- | ---- | ---- | ---- | ---- | ---- |
| 1.165 | 1.021 | 912  | 868  | 809  | 404  | 252  | 263  | 276  | 276  |

| 1996 | 1998 | 2000 | 2002 | 2004 | 2006 | 2008 | 2010 | 2012 | 2014 |
| ---- | ---- | ---- | ---- | ---- | ---- | ---- | ---- | ---- | ---- |
| 270  | 290  | 313  | 328  | 347  | 360  | 376  | 356  | 341  | 317  |

| 2016 | 2018 | 2020 | 2022 | 2024 | 2026 | 2028 | 2030 | 2032 | 2034 |
| ---- | ---- | ---- | ---- | ---- | ---- | ---- | ---- | ---- | ---- |
| 308  | 298  | 289  | 298  | 285  | -    | -    | -    | -    | -    |

El primer cens del conjunt del nou municipi és del 1975, després de la fusió (d'Escaló, Jou i Unarre). Les dades anteriors són la suma d'aquests antics municipis.

## Aprofitaments hidroelèctrics
Entre 1956 i 1958, l'empresa Hidroelèctrica de Catalunya construí la Central d'Esterri d'Àneu. Per alimentar-la, edificà la presa de Cerbi i el corresponent canal de derivació, per portar l'aigua cap a la central en el terme municipal de La Guingueta d'Àneu. La presa es troba al costat de les Bordes d'Aurós, desviant una part del cabal del riu d'Unarre cap el Salt d'Unarre, la sala de màquines del qual es troba a l'edifici de la Central d'Esterri d'Àneu. Quan el canal ja ha passat el poble de Cerbi també rep aigua d'una resclosa situada en el torrent d'Escorriols.

## Llocs d'interès

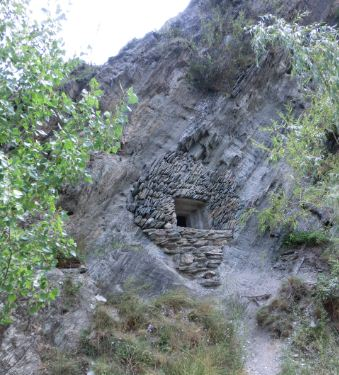
Niu de metralladora al CR-76, a la Guingueta d'Àneu

- Santuari de la Mare de Dèu d'Àneu. Antic monestir de Santa Maria d'Àneu, del segle xi.
- Monestir de Sant Pere de Burgal. Romànic del segle xi.
- Centre de resistència número 76 de la línia P (Memorial Democràtic).
- Castell de Jou.